# کامبیتا گارابیتوس
کامبیتا گارابیتوس (به لاتین: Cambita Garabitos) یک منطقهٔ مسکونی در جمهوری دومینیکن است که در استان سن کریستوبال واقع شده‌است. کامبیتا گارابیتوس ۲۰۲٫۵۲ کیلومتر مربع مساحت و ۴۲٬۵۸۹ نفر جمعیت دارد.